# Locustella lanceolata

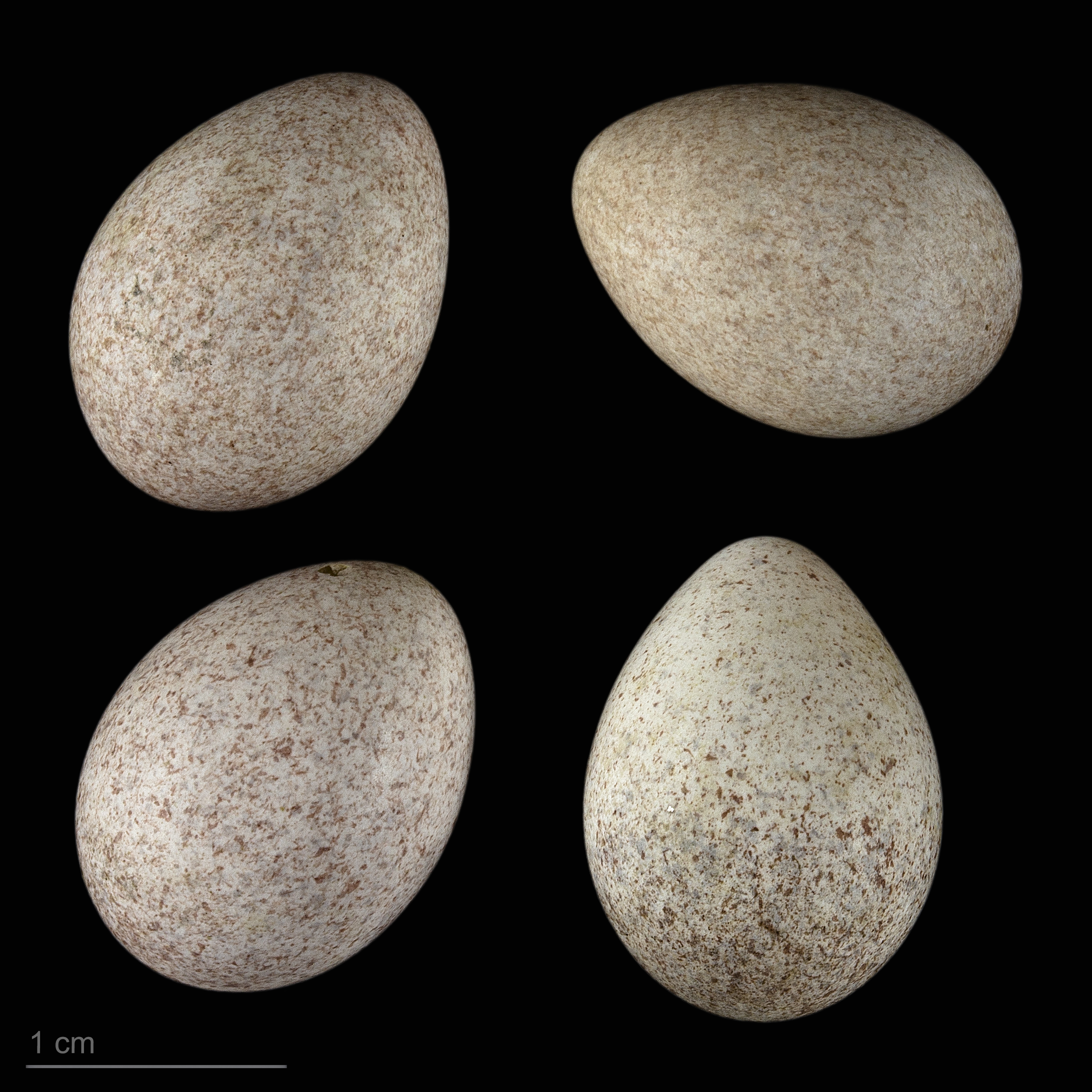
Locustella lanceolata - MHNT

La buscarla lanceolada (Locustella lanceolata), es una especie de ave paseriforme de la familia Locustellidae. Se reproduce desde el noreste de la parte europea de Rusia, a través del norte Asia, hasta el norte de Hokkaidō, Japón. Es migratoria, inverna en el sureste de Asia.

## Descripción
Es un ave de cuello y cola corta, mide entre 11,5 y 12,5 cm de longitud. Los adultos tienen la parte posterior rayada de color marrón y las partes inferiores grises blanquecinas. Ambos sexos son iguales en apariencia, pero las aves jóvenes son más amarillentas en la parte inferior.

## Subespecies
Se reconocen dos subespecies:
- Locustella lanceolata hendersonii (Cassin, 1858)
- Locustella lanceolata lanceolata (Temminck, 1840)